# Portugal no Festival Eurovisão da Canção 2015
Portugal, confirmou a sua presença no Festival Eurovisão da Canção 2015, em julho de 2014. Com esta participação, Portugal realizou a sua quadragésima oitava participação no Festival Eurovisão da Canção, batendo um novo recorde, que já lhe pertencia, como o país com mais presenças no evento, sem conseguir vencer nem conseguir nenhum lugar entre os cinco primeiros numa final.

## Festival RTP da Canção 2015
Em 27 de Julho de 2014, a RTP, confirmou a sua participação no Festival Eurovisão da Canção de 2015, que decorreu em Viena, na Áustria, marcando o seu 51º aniversário de participações naquele concurso. 
A 16 de Janeiro foi divulgado o método de seleção de Portugal que seria, em comparação com os anos anteriores, o Festival da Canção. No mesmo dia foi revelado que a RTP iria convidar 12 compositores para o certame e no dia 30 que o certame iria ser constituído por duas semifinais e uma final, sendo revelada a data a 10 de Fevereiro (semifinais: 3 e 5 de Março e final: 7 de Março). Cada semifinal foi composta por seis canções, sendo ao todo 12 o número de compositores e cantores em competição. As duas canções mais votadas de cada semifinal apurararam-se para a Grande Final, sendo que uma terceira canção foi apurada através do voto de um painel de jurados composto pelos compositores a concurso naquela semifinal, sendo que não poderiam votar na sua candidatura. Na grande final, os seis apurados estiveram a votação do público, sendo que os dois mais votados pelo televoto e um terceiro candidato escolhido pelos jurados apuraram-se para uma 'SuperFinal' onde disputaram o direito de representar a RTP em Viena, onde o televoto foi o único método de votação.

## Sorteiro das Atuações
No dia 19 de Fevereiro (quinta feira) foi conhecida a ordem de atuação dos concorrentes.

### 1º Semi-Final
| # | Artista           | Canção                     | Música (m) / Letra (l)           | Qualificação |
| - | ----------------- | -------------------------- | -------------------------------- | ------------ |
| 1 | Rita Seidi        | "Lisboa, Lisboa"           | Sara Tavares/Kalaf               | Não Passou   |
| 2 | Leonor Andrade    | "Há um mar que nos separa" | Miguel Gameiro                   | Passou       |
| 3 | Filipa Baptista   | "A Noite Inteira"          | Augusto Madureira                | Não Passou   |
| 4 | Yola Dinis        | "Outra Vez Primeira"       | Nuno Feist/Nuno Marques da Silva | Passou       |
| 5 | Gonçalo Tavares   | "Tu tens uma mágica"       | Gonçalo Tavares/José Cid         | Passou       |
| 6 | Adelaide Ferreira | "Paz"                      | Adelaide Ferreira                | Não Passou   |

Legenda
| Cor              | Resultado                      |
| ---------------- | ------------------------------ |
| Amarelo          | Qualificação via televoto      |
| Azul             | Qualificação via Júri          |
| Vermelho Indiano | Pontuação Nula ("Null Points") |

### 2º Semi-Final
| # | Artista            | Canção                                | Música (m) / Letra (l)              | Qualificação |
| - | ------------------ | ------------------------------------- | ----------------------------------- | ------------ |
| 1 | Rubi Machado       | "Quando a Lua voltar a passar"        | Sebastião Antunes                   | Não Passou   |
| 2 | José Freitas       | "Mal Menor (Ninguém me guia à razão)" | Chukry (Diogo Rodrigues)            | Passou       |
| 3 | Teresa Radamanto   | "Um Fado em Viena"                    | Fernando Abrantes/Jorge Mangorrinha | Passou       |
| 4 | Simone de Oliveira | "À espera das canções"                | Renato Júnior/Tiago Torres da Silva | Passou       |
| 5 | Filipe Gonçalves   | "Dança Joana"                         | Héber Marques                       | Não Passou   |
| 6 | Diana Piedade      | "Maldito Tempo"                       | Carlos Massa                        | Não Passou   |

Legenda
| Cor              | Resultado                      |
| ---------------- | ------------------------------ |
| Amarelo          | Qualificação via televoto      |
| Azul             | Qualificação via Júri          |
| Vermelho Indiano | Pontuação Nula ("Null Points") |

### Grande Final
| # | Artista            | Canção                                | Música (m) / Letra (l)              | Qualificação |
| - | ------------------ | ------------------------------------- | ----------------------------------- | ------------ |
| 1 | José Freitas       | "Mal Menor (Ninguém me guia à razão)" | Chukry (Diogo Rodrigues)            | Não Passou   |
| 2 | Yola Dinis         | "Outra Vez Primeira"                  | Nuno Feist/Nuno Marques da Silva    | Não Passou   |
| 3 | Leonor Andrade     | "Há um mar que nos separa"            | Miguel Gameiro                      | Passou       |
| 4 | Simone de Oliveira | "À espera das canções"                | Renato Júnior/Tiago Torres da Silva | Não Passou   |
| 5 | Teresa Radamanto   | "Um Fado em Viena"                    | Fernando Abrantes/Jorge Mangorrinha | Passou       |
| 6 | Gonçalo Tavares    | "Tu tens uma mágica"                  | Gonçalo Tavares/José Cid            | Passou       |

Legenda
| Cor              | Resultado                      |
| ---------------- | ------------------------------ |
| Amarelo          | Qualificação via júri          |
| Azul             | Qualificação via televoto      |
| Vermelho Indiano | Pontuação Nula ("Null Points") |

#### Super final
| # | Artista          | Canção                     | Música (m) / Letra (l)              | Total | Lugar |
| - | ---------------- | -------------------------- | ----------------------------------- | ----- | ----- |
| 1 | Leonor Andrade   | "Há um mar que nos separa" | Miguel Gameiro                      |       | 1º    |
| 2 | Teresa Radamanto | "Um Fado em Viena"         | Fernando Abrantes/Jorge Mangorrinha |       |       |
| 3 | Gonçalo Tavares  | "Tu tens uma mágica"       | Gonçalo Tavares/José Cid            |       |       |

Legenda
| Cor              | Resultado                      |
| ---------------- | ------------------------------ |
| Ouro             | Vencedor                       |
| Prata            | 2º lugar                       |
| Vermelho         | Ultimo lugar                   |
| Vermelho Indiano | Pontuação Nula ("Null Points") |